# Madame X (1929)
Madame X ist ein US-amerikanisches Melodrama mit Ruth Chatterton unter der Regie von Lionel Barrymore. Der Film war mit seiner Darstellung aufopferungsvoller Mutterliebe stilbildend für eine ganze Reihe von Folgeproduktionen.

## Handlung
Jacqueline Floriot ist in einer langweiligen Ehe mit einem wesentlich älteren Mann der besten Gesellschaft gefangen. Ihre Bedürfnisse nach Romantik und Abwechslung treiben sie schließlich zu einer leichtfertigen Liaison mit einem anderen Mann, der ihr Liebe vorheuchelt. Sie verlässt ihren Ehemann und ihr über alles geliebtes Kind, um ihnen einen Skandal zu ersparen. Als Jacqueline für einen Besuch bei ihrem schwer erkrankten Sohn zurückkehren will, kommt es zum Eklat. Louis, ihr bigotter Ehemann, verweist sie des Hauses und gibt ihr eine gewisse Summe an Geld, damit sie nie wieder in die Nähe seiner Familie kommt. Jacqueline ist schwer getroffen, und ihr Abstieg innerhalb der Gesellschaft beginnt. Sie macht die Bekanntschaft des Falschspielers Laroque und wird dessen Geliebte. Beide touren um die halbe Welt, und Jacqueline verfällt zunehmend dem Alkohol. Jahre später, völlig verarmt, kehren die beiden nach Frankreich zurück. Laroque findet heraus, wer Jacqueline in Wirklichkeit ist, und will ihren Ehemann, der sie bereits vor Jahren offiziell für tot erklären ließ, erpressen. In einer Aufwallung von Mutterliebe erschießt Jacqueline Laroque, um ihrem Sohn die Schande der Enthüllung zu ersparen. Sie wird des Mordes angeklagt und bekommt als Pflichtverteidiger ihren eigenen Sohn gestellt, der natürlich nicht weiß, wer die verhärmte alte Frau tatsächlich ist, die vor ihm sitzt. Während des gesamten Prozesses weigert sich Jacqueline beharrlich, ihren wahren Namen gekannt zu geben, und wird schließlich als Madame X zum Tode verurteilt.

## Hintergrund
Ruth Chatterton war ein bekannter Name am Broadway, als sie 1928 im reifen Alter von 35 den Sprung nach Hollywood mit einem Vertrag bei Paramount Pictures machte. Sie gab ihr Debüt in einem Stummfilm neben Emil Jannings und das Studio wusste zunächst nichts mit Chatterton anzufangen. Erst mit dem Aufkommen des Tonfilms begann ihr Aufstieg zur First Lady of Talkies und zum größten Star des Studios. Maßgeblich dafür war ihr Auftritt in Madame X. Der Film basiert auf dem Stück La Femme X von Alexandre Bisson von 1908 und war bereits mehrfach adaptiert worden, so 1920 mit Pauline Frederick in der Titelrolle. MGM hatte die Rechte an dem Stück erworben und übertrug die Regie auf Lionel Barrymore. Der Schauspieler, Mitglied der berühmten Barrymore-Dynastie, hatte bereits in den 1910er-Jahren bei einigen Filmen Regie geführt, war dann aber wieder zur Schauspielerei gewechselt. Irving Thalberg bat Barrymore persönlich, erneut auf den Regiestuhl zurückzukehren, da er dem erfahrenen Bühnenstar zutraute, den Anforderungen des neuen Mediums Tonfilm, das nach einer völlig anderen Art der Inszenierung verlangte, gerecht zu werden. Barrymore nahm die Anforderungen, die die sich noch in den Kinderschuhen befindliche Tonaufnahmetechnik hinsichtlich der Sprachlautstärke, der Sprechrichtung, des Frequenzspektrums und eines gewissen Wohlklangs der Stimme an die Schauspieler stellte, mit Humor. Angesichts der Panik, die die Studios in diesen Jahren des Umbruchs ergriff und sie zu endlosen Soundtests trieb, also dem Ausprobieren, ob die Stimmen der Schauspieler für die Anforderungen des Tonfilms geeignet seien, kommentierte er mit dem Satz:

„Die Sprache ist seit tausenden von Jahren ein Erfolg. Und jetzt testen sie sie.“

Andererseits begriff Barrymore auch, dass es nicht reichen würde, ein bekanntes Theaterstück einfach nur Szene für Szene auf die Leinwand zu bringen, da der Film andere dramatische Elemente brauchte als nur den Dialog.

„Aktion und Handlung werden auch weiterhin die wichtigsten Bestandteile des Films bleiben. […] Der einzige Unterschied wird sein, dass die Dialoge nicht mehr auf Zwischentiteln erscheinen, sondern gesprochen werden, und das hoffentlich in etwas, das ungefähr unserem Englisch ähnelt.“

Als Regisseur inszenierte Barrymore Madame X gegen den Trend der Zeit ohne Begleitmusik als intensives Drama. Im Gegensatz zu dem damals aktuellen Stil, die Handlung eines Films durch nahezu ununterbrochene Dialoge voranzutreiben, baute Barrymore mehrere dramatische Pausen ein, in denen nur das ausdrucksvolle Gesicht von Chatterton die Leinwand beherrschte. Gleichzeitig löste Lionel Barrymore sich von der statischen Schauspielführung der Anfangstage des Tonfilms, in denen die noch primitive Aufnahmetechnik die Akteure zwang, ihre Dialoge unbewegt in nur schwach kaschierte Mikrophone zu sprechen. In Madame X bewegen sich die Schauspieler jedoch frei durch die Szene, und die gesamte Handlung bekommt dadurch zusätzlichen Schwung und eine gewisse Natürlichkeit. Barrymore ließ die Mikrophone dazu auf beweglichen Kränen über den Schauspielern schweben. So gewannen die Schauspieler ihre Bewegungsfreiheit zurück, und die Inszenierung wirkte weniger statisch und theatralisch. Diese Innovation wurde boom microphone genannt, eine Technik, die zeitgleich von den Regisseuren Cecil B. DeMille und W. S. Van Dyke ebenfalls eingeführt wurde.
Dorothy Parker arbeitete eine Zeit lang für MGM und war auch für Madame X als Drehbuchautorin eingeplant. Ihr Entwurf versuchte, das altmodische Melodrama zeitgemäßer zu gestalten und die antiquierte Moral weiblicher Selbstaufopferung an die Erfordernisse einer gewandelten Gesellschaft anzupassen. Als ihr Skript verworfen wurde, meinte Parker zynisch:

„Versuchen Sie doch, die Geschichte etwas aufregender zu machen: Werfen Sie einige heiße Musiknummern rein, und nennen Sie das Ganze dann Mammy X!“

Der Film wurde einer der größten finanziellen Erfolge des Jahres und war stilbildend für eine Vielzahl von ähnlichen Filmen wie Die Sünde der Madelon Claudet, The Secret of Madame Blanche, Blonde Venus, The House on 56th Street, The Life of Vergie Winters, I Found Stella Parrish, Confession. Gewisse Variationen waren möglich, so war der Sohn statt des Verteidigers der Ankläger der unbekannten Mutter, oder die Frau wurde ungewollt schwanger und musste ihr Kind zu Pflegeeltern geben. Auch gab es Variationen, die der Heldin ein gewisses Happy End versprachen, so Once a Lady, ebenfalls mit Chatterton, oder Der Erbe des Hauses Farrington mit Kay Francis. Ruth Chatterton drehte in der Folgezeit etliche kaum kaschierte Remakes ihres Hits, darunter Wiegenlied, für den sie erneut für den Oscar als beste Darstellerin nominiert wurde, und Frisco Jenny. Madame X wurde unter anderem 1937 mit Gladys George und 1966 mit Lana Turner in den Hauptrollen erneut erfolgreich verfilmt.

## Auszeichnungen
Der Film ging mit zwei Nominierungen in die Oscarverleihung 1930 (April), gewann jedoch keinen der Preise:
- Beste Hauptdarstellerin – Ruth Chatterton
- Beste Regie – Lionel Barrymore

## Kritik
Variety schrieb begeistert:

„Filme von diesem Kaliber und ihre Macher müssen uneingeschränkt empfohlen werden […] für ihr Bemühen, der Leinwand endlich wieder die Qualität zu geben, die sie verdient. Filme wie Madame X bestätigen die Reformer, verbessern den Status des Films an sich und zeigen der Welt, dass es so etwas wie Kunst beim Filmemachen gibt.“

In der New York Times waren herzliche Worte des Lobes zu lesen:

„Lionel Barrymores Debut als Regisseur, die Adaption von Alexandre Bissons altem Bühnenmelodrama Madame X, hatte gestern Premiere vor einem völlig begeisterten Publikum. Der Film ist eine wunderbare Produktion. […] Es gibt im Film viele gute Darsteller, einige sind sogar ausgezeichnet. Doch ohne jeden Zweifel ist es Ruth Chatteron, die in der Titelrolle wirklich Außergewöhnliches schafft. Sie zeigt die emotionalen Kämpfe einer traurigen Frau mit wahrer schauspielerischer Intelligenz. Sie verzichtet im Verlauf der Handlung auf jedes Make-Up und die Darstellung einer alkoholkranken Frau und verzweifelten Mutter erlauben Miss Chatterton eine Interpretation, wie sie nur ganz selten auf der Leinwand zu sehen war.“